# Stylomesus natalensis
Stylomesus natalensis là một loài chân đều trong họ Ischnomesidae. Loài này được Kensley miêu tả khoa học năm 1984.